# Katharina Hack
Katharina Hack (* 14. Juli 1994 in Köln) ist eine deutsche Pianistin.

## Leben und Wirken
Katharina Hack stammt aus einer Musikerfamilie. Sie wuchs in Antwerpen und in Dortmund auf. Sie studierte ab 2011 bei Ilja Scheps an der Musikhochschule Köln und wechselte 2015 zu Konstanze Eickhorst an die Musikhochschule Lübeck. 2018 setzte sie ihr Studium bei Bernd Glemser an der Musikhochschule Würzburg fort und absolvierte im Jahr 2022 das Konzertexamen. Meisterkurse besuchte sie unter anderem bei András Schiff, Gidon Kremer, Dang Thai Son und Kirill Gerstein. Sie wurde als Stipendiatin von der Artur und Lieselotte Dumcke-Stiftung, der Oscar und Vera Ritter-Stiftung und durch die Deutsche Stiftung Musikleben gefördert.
Hack konzertiert sowohl als Solistin als auch im Duo mit ihrer Schwester, der Cellistin Anouchka Hack, in Deutschland und Europa, zum Beispiel im Beethovenhaus Bonn, Konzerthaus Dortmund, Gasteig München und im Pierre Boulez-Saal Berlin. Sie debütierte mit dem Klavierkonzert von Isaac Albéniz im Orchesterzentrum NRW. Seitdem arbeitete sie als Solistin mit verschiedenen Orchestern zusammen, zum Beispiel mit den Dortmunder Philharmonikern. Im Duo mit ihrer Schwester war sie in der Reihe „Best of NRW“, bei den Kammerkonzerten des WDR und in der Reihe „Young Stars“ im Beethovenhaus Bonn zu hören. Das Duo debütierte 2018 bei den Lunchkonzerten der Berliner Philharmoniker in der Berliner Philharmonie, 2019 waren sie mit einem Rezital beim Schleswig-Holstein Musik Festival zu hören.
Für ihre 2020 erschienene Debüt-CD mit Werken von Dmitri Schostakowitsch, die sie gemeinsam mit ihrer Schwester und Gautier Capuçon aufnahm, wurde sie 2020 für den Preis der deutschen Schallplattenkritik und 2021 für den Opus Klassik (Kategorie „Beste Kammermusikeinspielung“ und „Bestes Ensemble“) nominiert.
Gemeinsam mit ihrer Schwester ist Hack seit 2021 künstlerische Leiterin des neu gegründeten meet Music Open Air Draiflessen in Mettingen.

## Auszeichnungen
- 2019: 1. Preis des Steinway Förderpreis Wettbewerbs in Frankfurt[1]
- 2017: 2. Preis beim Possehl Wettbewerb[1]
- 2017: Young Artist Award des International Music Festival Buxtehud für das Duo Anouchka & Katharina Hack[1]

## Diskografie
- Shostakovich: Sonatas Op. 40 and Op. 147, Prelude Op. 97. Mit Anouchka Hack und Gautier Capuçon (Genuin; 2020)